# عنيزة (معان)
عنيزة هي منطقة أثرية في الأردن تحتوي محطة لقطار الحجاز وقلعة عثمانية، وسُميت بهذا الاسم نسبةً لجبلِ قريب اسمه جبل عنيزة لون حجارته سوداء بالكامل وهو بركان خامد.
تبعد 36كم شمال مدينة معان على طريق عمان-العقبة الذي كان سالفاً درب الحج الشامي إلى الحجاز بنيت في عهد السلطان سليمان القانوني لحماية الحجاج. تُعرف القلعة بالمصادر أحياناً باسم خان عنيزة ومر بها كل من المؤرخ محمد بن طولون الصالحي في رحلته إلى الحج سنة 920هـ/ 1514م، وذكرها أيضاً المؤرخ عبد القادر بن محمد الجزيري بنفس الفترة تقريباً، وذكرها من بعدهم صاحب  رحلة الخياري المؤرخ إبراهيم الخياري (1037 - 1083 هـ (1628-1672م).
ترتفع المنطقة عن مستوى سطح البحر 1000م، وهي منطقة خالية من السكان، وأهم المعالم الموجودة فيها هي قلعة عنيزة، ومحطة قطار عنيزة، وبركة المياه، وجبل عنيزة.

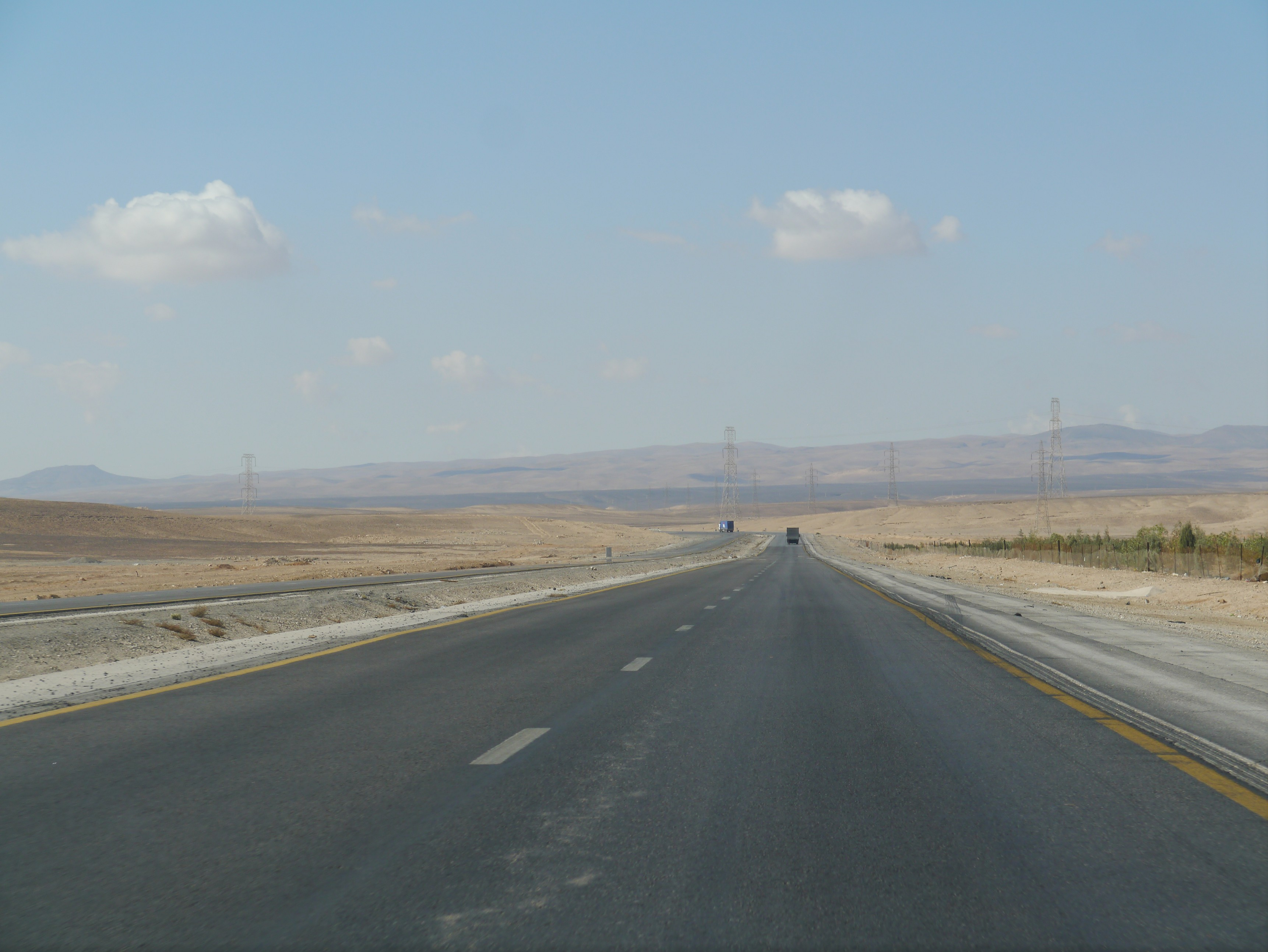
جبل عنيزة أسود اللون على أقصى اليسار في العمق